# Seth Godin

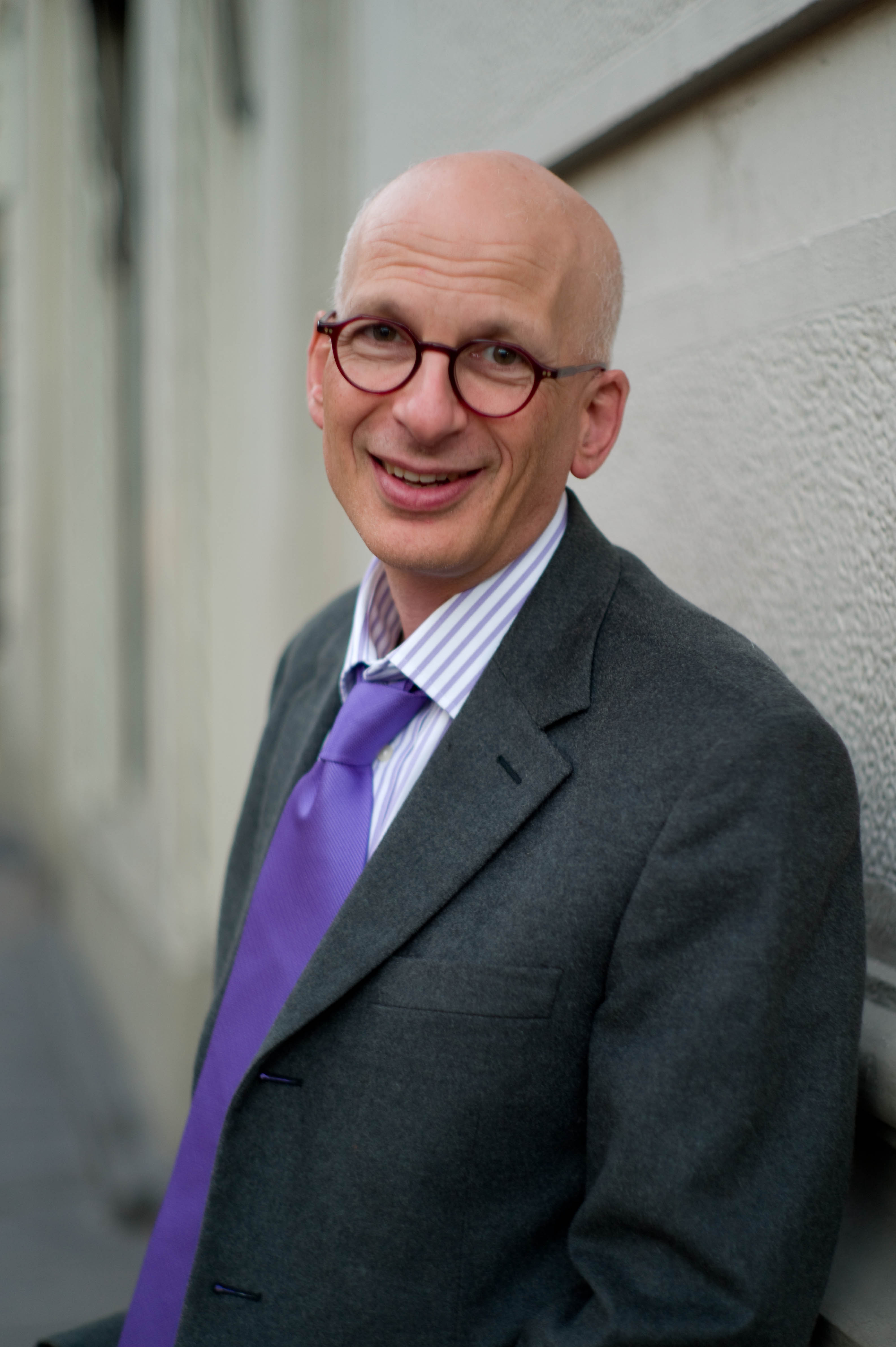
Seth Godin în 2009

Seth Godin (născut în 10 iulie 1960) este unul dintre cei mai vânduți autori de cărți de afaceri și un apreciat orator din 1990 până în prezent.  Prima lui carte care i-a adus popularitate aborda subiectul marketingului permisiunii.

## Studii și experiență
Godin a absolvit Tufts University în 1982 cu o diplomă în știința calculatoarelor și filozofie. A obținut un MBA în marketing de la Stanford Business School. Din 1983 până în 1986 a lucrat ca manager de mărci la Spinnaker Software.
În 1995, Godin a fondat una din primele companii de marketing online, Yoyodyne, pe care a vândut-o către Yahoo! în 1998. Parte a departamentului de vânzări al Yahoo!, Godin devine vice-președinte al departamentului de permission marketing (marketingul permisiunii)al Yahoo!.
Pentru o perioadă de timp, Godin a servit ca autor de editoriale pentru revista Fast Company.
Spre sfârșitul anului 2005, Godin a fondat saitul Squidoo, o rețea socială de recomandări.

## Ideologie
Ideologia lui Godin are trei elemente. Primul, sfârșitul complexului TV-industrial, lucru ce înseamnă că vânzătorii nu mai au puterea de a controla atenția oricui, oricând vor. Al doilea: într-o piață în care consumatorii au mai multă putere, vânzătorii trebuie să arate mai mult respect; asta înseamnă fără corespondență nesolicitată, fără înșelătorii și o orientare spre împlinirea promisiunilor. În cele din urmă, Godin afirmă că singurul mod de a răspândi o idee este ca ideea să-și câștige atributul „remarcabil”. Godin îi numește „persoane care strănută” pe cei care răspândesc aceste idei, iar ideile lor sunt „viruși-idee”. El numește un produs sau serviciu remarcabil o vacă mov.
Seth Godin este cunoscut pentru stilul său de a vorbi, foarte vizual, personal și dinamic, lucru ce i-a adus mulți adepți. 
este autorul unui blog foarte popular și al unor cărți despre cum se răspândesc ideile. A fost numit în revista Business Week „ultimul antreprenor al erei informației”.
Godin este cunoscut și prin actele sale filantropice. În 2005 a lansat proiectul The Big Moo, pentru care a adunat laolaltă 32 de oameni populari pentru a scrie o carte, din a cărei vânzare să fie donat întregul câștig. Împreună au donat aproximativ 200000 $ către JDF, Room to Read și Acumen Fund, potrivit ultimului raport. Munca lui Godin la noul său proiect, Squidoo.com este îndreptată de asemenea spre a asigura ușor posibilitatea de a dona oricărei persoane. Compania trimite 5% din câștigurile sale direct către scopuri caritabile și încurajează utilizatorii săi să doneze o parte a câștigurilor lor pentru scopuri caritabile.